# عكبر بلقاني
عكبر بلقاني (الاسم العلمي: Microtus felteni) (بالإنجليزية: Balkan Pine Vole)‏ هو نوع من الثدييات يتبع جنس العكبر من الفصيلة القدادية.